# بلکبرن جنوبی، ویکتوریا
بلکبرن جنوبی (به انگلیسی: Blackburn South) یک حومه شهر در استرالیا است که در ویکتوریا (استرالیا) واقع شده‌است.